# Socialisation politique

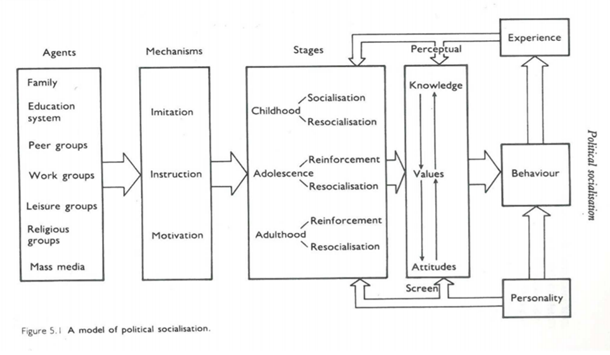
Schéma décrivant les processus de socialisation politique.

La socialisation désigne la « façon dont la société forme et transforme les individus », les processus, conscients ou non, au cours desquels ces derniers intériorisent les normes sociales des différentes instances de socialisation : la famille, les professionnels de l’enfance, l’école, les pairs, les médias, le milieu professionnel, le conjoint...
La socialisation politique est le processus durant lequel un individu apprend et intériorise les normes et valeurs de la société, construit son identité sociale, et développe ses opinions et attitudes politiques. Elle se fait par le biais d'instances politiques et par les représentations et les pratiques dans le domaine politique. Cette socialisation est effectuée par différents agents, principalement ceux tels que la famille, l'école, et les médias. On réfère alors à eux en tant qu'agents de la socialisation. Ils influencent et forment les normes politiques et économiques des personnes.
Dans les domaines des sciences politiques, la socialisation politique est le processus par lequel une personne développe des croyances et des opinions politiques qui influencent son comportement dans les sphères sociales.

## Types de socialisation
On peut distinguer deux types de socialisations :
1. la socialisation primaire, dite initiale, qui concerne les enfants et les adolescents. L'identité politique se construit pendant l'enfance et évolue ensuite tout au long de la vie.
2. la socialisation secondaire, dite continue, qui concerne les adultes. Cette identité politique peut sans cesse changer selon les événements personnels de la vie d'un individu (mariage, ascension sociale) et les événements politiques auxquels il assiste (guerres, révolutions, élections)[2].

## Milieux et agents de socialisation
Philippe Braud distingue les milieux de socialisation, qui sont les communautés sociales structurées au sein de laquelle opère l’activité d’inculcation (famille, école, médias) ; et les agents de socialisation, qui sont les individus qui exercent un rôle d’inculcation.  

### Milieux
- La famille : la famille est l'agent de socialisation le plus influent. Les familles perpétuent des valeurs qui soutiennent les autorités politiques et qui contribuent grandement à la formation des premières idéologies politiques de l'enfant, ou ses premières affiliations de parti. Les enfants ont d'abord tendance à reproduire le comportement politique de leurs parents comme modèle. C'est d'abord un processus passif, où les enfants croient à ce que leurs parents croient. Les familles ont un effet sur la connaissance politique, l'identification et la participation. La communication a un rôle essentiel dans la transmission de valeurs politiques au sein d'une famille.
- L'école : c’est à l’école que les enfants développent leurs premiers groupes de pairs. La scolarisation précoce renforce l’influence de l’école sur la socialisation des enfants au détriment de celles des structures familiales. A travers les différentes structures de l'enseignement, les étudiants apprennent des principes politiques clés à travers l'enseignement civique, tels que la responsabilité personnelle, les droits individuels, la propriété, le devoir envers leur nation. De plus, les manuels scolaires sont encadrés et construit par l'état, qui influencent donc l'apprentissage de l'histoire et la relation que les élèves développent.
- Les médias : les médias de masse sont une source d'information politiques mais exercent également une influence sur les valeurs et croyances politiques sur la façon dont ils traitent les informations et le rapport qu'ils y portent. Ils apportent différentes politiques partisanes associées avec la participation politique selon les programmes diffusés, et partagent ainsi les valeurs politiques des uns et des autres. L'accès simplifié aux médias permet l'afflux d'informations, qui mène à la discussion politique, et qui influe ainsi la participation politique.
- Le travail : À l'instar des écoles, nos lieux de travail occupent beaucoup de notre temps et constituent souvent le lieu où nous sommes le plus susceptibles de rencontrer de nouvelles idées à l'âge adulte. La socialisation politique se prolonge à l’âge adulte, et elle est également influencée par l’activité professionnelle exercée. Selon la profession, les codes de comportements politiques ne seront pas les mêmes.

### Agents
- Les pairs : Le groupe des pairs représente un contrepoids récent à l’influence familiale. Comme le remarque Léo Moulin[4], les pairs « introduisent dans le monde fermé des opinions parentales le coin d’opinions différentes, une façon différente de voir le monde, de l’interpréter, de le juger ». En fait cette action des groupes primaires d’égaux affaiblit la famille pour rendre les individus sensibles et réceptifs aux effets de générations, à tous les phénomènes de modes, à l’influence sans partage des médias, à tous les conformismes et à tous les snobismes.
- Les parents : les parents représentent les premiers agents de socialisation que rencontrent les individus, ils sont élevés au sein de la structure familiale et leurs premières valeurs inculquées sont celles que les parents transmettent.
- Les instituteurs : travers les cours qu’ils dispensent, ils transmettent également des valeurs politiques et civiques aux enfants.

## Mécanismes de socialisation
Le processus de socialisation présente deux caractéristiques, il est interactif, car les individus ne sont pas des récepteurs passifs; il est continu : la socialisation ne s’arrête pas à la fin de l’adolescence.
Parmi les mécanismes de socialisation, il est important de noter l'imitation, mécanisme par lequel un individu copie ses figures d’autorité, même concernant la culture et représentation politique. L'origine sociale y joue un rôle important, dans l'enfance notamment.
L'éducation a aussi une place prépondérante, avec par exemple l'instauration de cours d’éducation civique et d’histoire qui contribuent à forger une opinion politique. L'université, elle, donne accès à un certain niveau de connaissances académiques. 

## Niveaux de socialisation

### L'enfance
La vie d’un enfant est rythmée par celle de ses parents, c'est pourquoi le rôle de la famille est central dans la formation de la personnalité politique d’un l'individu dès l’enfance. En effet la famille est la source principale de socialisation. L'enfant a donc tendance à s'identifier à ses parents et à adopter leur vision du système politique. Le père et la mère deviennent alors les figures de l'autorité et initient le point de vue de l'enfant sur l'autorité politique. Selon J.C Davis, dans son ouvrage The family’s role in political socialization, « le processus de politisation, du moins en Amérique, est pratiquement terminé lorsque l’enfant a environ 13 ans ». 
Ensuite l’enfant passera progressivement d’un modèle parental hiérarchisé avec un comportement politique basé sur l’imitation à un comportement politique plus autonome. 

### L'adolescence
De récentes recherches ont questionné l’idée selon laquelle les enfants accepteraient largement les opinions de leurs parents. La transmission de la socialisation politique de parent à enfant dépend de la socialisation des parents. Les enfants avec des parents plus investis politiquement seront certes influencés par leur identification partisane mais auront aussi plus tendance à en changer à l’adolescence et au début de l’âge adulte. 

### L'âge adulte
La socialisation continue à l’âge adulte, elle peut constituer en un prolongement de celle établie en première instance ou en un renouvellement des normes acquises pour en développer d’autres. La socialisation politique durant la vie adulte est effectuée par les événements auxquels un adulte est confronté au cours de sa vie.